# Palais du Voyage (Torjok)
Le palais du Voyage (en russe : Путевой дворец) est un palais de voyage impérial à Torjok (oblast de Tver) situé sur la route de Moscou à Saint-Pétersbourg, aujourd'hui à l'abandon.

## Histoire
Le bâtiment fut érigé en 1776 sur l'ordre de l'impératrice Catherine II. L'architecte était Piotr Romanovitch Nikitine. Il fut reconstruit dans la première partie du XIXe siècle selon le projet de l'architecte Luigi Rusca.